# Richard Brodie
Richard Brodie (10 de novembro de 1959) é o inventor do Microsoft Word, um processador de texto para computadores IBM PC com o sistema operacional DOS em 1983. Mais tarde foram criadas versões para a Apple Macintosh (1984), SCO UNIX e Microsoft Windows (1989). Faz parte do conjunto de aplicativos Microsoft Office.